# Ophryotrocha hadalis
Ophryotrocha hadalis är en ringmaskart som beskrevs av Jumars 1974. Ophryotrocha hadalis ingår i släktet Ophryotrocha och familjen Dorvilleidae. Inga underarter finns listade i Catalogue of Life.